# Gapu (sockenhuvudort i Kina, Tibet Autonomous Region, lat 28,77, long 89,14)
Gapu (kinesiska: 嘎普, Ledian, 勒典, 嘎普乡) är en sockenhuvudort i Kina. Den ligger i den autonoma regionen Tibet, i den sydvästra delen av landet, omkring 220 kilometer sydväst om regionhuvudstaden Lhasa. Antalet invånare är 1 989. Befolkningen består av 939 kvinnor och 1 050 män. Barn under 15 år utgör 22,0 %, vuxna 15-64 år 72 %, och äldre över 65 år 5,0 %.
Runt Gapu är det glesbefolkat, med 16 invånare per kvadratkilometer. Gapu är det största samhället i trakten. Trakten runt Gapu består i huvudsak av gräsmarker.
Genomsnittlig årsnederbörd är 632 millimeter. Den regnigaste månaden är juli, med i genomsnitt 160 mm nederbörd, och den torraste är december, med 9 mm nederbörd.